# Синицевые овсянки
Синицевые овсянки (лат. Poospiza) — род воробьиных птиц из семейства танагровых. Распространены в Южной Америке.

## Список видов
В состав рода включают 10 видов:
| Изображение | Русское название              | Научное название           | Распространение                                  |
| ----------- | ----------------------------- | -------------------------- | ------------------------------------------------ |
|             | Боливийская синицевая овсянка | Poospiza boliviana         | Аргентина и Боливия                              |
|             | Украшенная синицевая овсянка  | Poospiza ornata            | Аргентина                                        |
|             | Рыжегрудая синицевая овсянка  | Poospiza nigrorufa         | Аргентина, Боливия, Бразилия, Парагвай и Уругвай |
|             |                               | Poospiza whitii            | запад Аргентины и запад Боливии                  |
|             | Ошейниковая синицевая овсянка | Poospiza hispaniolensis    | Эквадор и Перу                                   |
|             | Рыжебрюхая синицевая овсянка  | Poospiza rubecula          | Перу                                             |
|             | Тукуманская синицевая овсянка | Poospiza baeri             | запад Аргентины                                  |
|             | Горная синицевая овсянка      | Poospiza garleppi          | Боливия                                          |
|             |                               | Poospiza goeringi          | Венесуэла                                        |
|             |                               | Poospiza rufosuperciliaris | Перу                                             |